# Чайка каєнська
Чайка каєнська (Vanellus cayanus) — вид птахів родини сивкових (Charadriidae). 

## Поширення
Цей птах живе майже на всій території Південної Америки на схід від Анд від Венесуели до північного сходу Аргентини.

## Опис
Птах середнього розміру, завдовжки близько 22 сантиметрів. Птах з чорно-білим візерунком на спині та крилах і білим на животі. Його очі оточені яскраво-червоними кільцями. Він має помітну чорну V-подібну смугу на верхній частині спини та довгі червоні ноги.